# جمهوری پارلمانی فدرال
جمهوری پارلمانی فدرال (به انگلیسی: federal parliamentary republic)، به فدراسیون ایالت‌ها با شکل حکومت جمهوری اطلاق می‌شود که کم و بیش به اعتماد پارلمان‌ها در سطح ملی و فرعی وابسته است. این نظام ترکیبی از جمهوری دولتی و جمهوری پارلمانی است.
چنین جمهوری‌هایی معمولاً دارای یک قوه مقننه دو مجلسی در سطح فدرال هستند، به‌گونه‌ای که اجازه می‌دهند مجموعه‌ای، اغلب متشکل از تعداد مساوی نمایندگان نهادهای ملی فرعی در مجلس اعلا بنشینند. با این حال، دولت به ریاست یک رئیس دولت برای ثبات یا مشروعیت خود به مجلس نمایندگان پارلمان وابسته خواهد بود.

## فهرست جمهوری‌های پارلمانی فدرال
| فدراسیون              | سبک                           | پیش از این                                               | انتخاب رئیس حکومت توسط                                 | رئیس حکومت                      | رئیس دولت                       | استقرار | انتخاب رئیس دولت توسط                                             |
| --------------------- | ----------------------------- | -------------------------------------------------------- | ------------------------------------------------------ | ------------------------------- | ------------------------------- | ------- | ----------------------------------------------------------------- |
| اتریش                 | جمهوری اتریش                  | نظام تک‌حزبی (به عنوان بخشی از آلمان نازی)                | ایالت‌های اتریش                                         | رئیس‌جمهور اتریش                 | صدراعظم اتریش                   | ۱۹۴۵    | مستقیم، توسط نظام دومرحله‌ای                                       |
| اتیوپی                | جمهوری فدرال دموکراتیک اتیوپی | نظام تک‌حزبی                                              | مناطق اتیوپی                                           | رئیس‌جمهور اتیوِپی                | نخست‌وزیر اتیوپی                 | ۱۹۹۱    | پارلمان، توسط دو-سوم اکثریت                                       |
| آلمان                 | جمهوری فدرال آلمان            | نظام تک‌حزبی (آلمان نازی)                                 | نشست فدرال (نمایندگان پارلمان و حکومت)، طبق اکثرت مطلق | رئیس‌جمهور آلمان                 | صدراعظم آلمان                   | ۱۹۴۹    | پارلمان، طبق اکثریت مطلق                                          |
| هند                   | جمهوری هند                    | پادشاهی مشروطه (به عنوان قلمروی هند)                     | ایالات هند                                             | رئیس‌جمهور هند                   | نخست‌وزیر هند                    | ۱۹۵۰    | مجمع گزینندگان، قانونگذاران پارلمان و حکومت، طبق تک‌رأی انتقال‌پذیر |
| عراق                  | جمهوری عراق                   | نظام تک‌حزبی                                              | استان‌های عراق                                          | رئیس‌جمهور عراق                  | نخست‌وزیر                        | ۲۰۰۵    | پارلمان، طبق اکثریت دو-سوم                                        |
| ایالات فدرال میکرونزی | ایالات فدرال میکرونزی         | قلمروی تراست UN (بخشی از قلمرو تراست جزایر اقیانوس آرام) | تقسیمات کشوری ایالات فدرال میکرونزی                    | رئیس‌جمهور ایالات فدرال میکرونزی | رئیس‌جمهور ایالات فدرال میکرونزی | ۱۹۸۶    | پارلمان، طبق اکثریت                                               |
| نپال                  | جمهوری فدرال دموکراتیک نپال   | پادشاهی مشروطه                                           | زیربخش‌های نپال                                         | ریاست جمهوری نپال               | نخست‌وزیر نپال                   | ۲۰۱۵    | پارلمان و قانونگذاران حکومتی                                      |
| پاکستان               | جمهوری اسلامی پاکستان         | نظام نیمه‌ریاستی                                          | تقسیمات کشوری پاکستان                                  | رئیس‌جمهور پاکستان               | نخست‌وزیر پاکستان                | ۲۰۱۰    | مجمع گزینندگان، دو سوم اکثریت                                     |
| سومالی                | جمهوری فدرال سومالی           | نظام تک‌حزبی                                              | زیربخش‌های سومالی                                       | رئیس‌جمهور سومالی                | نخست‌وزیر سومالی                 | ۲۰۱۲    | پارلمان                                                           |
| سوئیس                 | کنفدراسیون سوئیس              | کنفدراسیون                                               | کانتون‌های سوئیس                                        | شورای فدرال                     | شورای فدرال                     | ۱۸۴۸    | مجمع فدرال (نمایندگان پارلمان و کانتون)، طبق اکثریت مطلق          |